# WZRD
A WZRD egy amerikai rock-együttes, amelyet Kid Cudi és Dot da Genius alapítottak. 

## Története
Cudi az együttest eredetileg Wizard néven alapította a Black Sabbath azonos című dalától inspirálódva. Ezt követően kétszer is átnevezték még az együttest, 2011 áprilisában 2 Be Continuum névre hallgatott, majd novemberben kapta jelenlegi nevét.
Az együttes debütáló albuma 2012 februárjában jelent meg, WZRD címen és harmadik helyet ért el a Billboard 200-on. Az albumról két kislemez jelent meg, a "Brake" és a "Teleport 2 Me, Jamie".

## Tagok
- Kid Cudi – ének, gitár, dobok
- Dot da Genius – dobok, basszusgitár, billentyűk, zongora, ütőhangszerek

## Diszkográfia

### Stúdióalbumok
| Cím  | Részletek | Slágerlisták | Slágerlisták | Eladott példányszám |
| Cím  | Részletek | US           | CAN          | Eladott példányszám |
| ---- | --- | ------------ | ------------ | ------------------- |
| WZRD | - Megjelent: 2012. február 28. - Kiadó: Wicked Awesome, Universal Republic - Formátum: CD, digitális letöltés | 3            | 9            | - US: 100,000       |

### Kislemezek
| Cím                                 | Év   | Album |
| ----------------------------------- | ---- | ----- |
| "Brake"                             | 2012 | WZRD  |
| "Teleport 2 Me, Jamie" (Desire-rel) | 2012 | WZRD  |

### Producerként

#### WZRD –WZRD
- 01. "The Arrival"
- 02. "High Off Life"
- 03. "The Dream Time Machine" (az Empire of the Sunnal)
- 04. "Love Hard"
- 05. "Live & Learn"
- 06. "Brake"
- 07. "Teleport 2 Me, Jamie"
  - Feldolgozza: Desire – "Under Your Spell"
- 08. "Where Did You Sleep Last Night?"
- 09. "Efflictim"
- 10. "Dr. Pill"
- 11. "Upper Room"

Nem jelent meg:
- 00. "Perfect is the Word"
- 00. "Rocket"

#### King Chip –44108(2013)
- 09. "Vortex" (Pusha T-vel és Kid Cudival)

#### Kid Cudi –Satellite Flight(2014)
- 02. "Going to the Ceremony"
- 03. "Satellite Flight"

Nem jelent meg:
- 00. "Love."

#### Több előadó –Need for Speedfilmzene (2014)
- 04. "Hero" (Kid Cudi és Skylar Grey)

#### Kid Cudi –Passion, Pain & Demon Slayin'(2016)
Nem jelent meg:
- 00. "Goodbye"